# Leopold von Ledebur (historien)
Pour les articles homonymes, voir Ledebur.

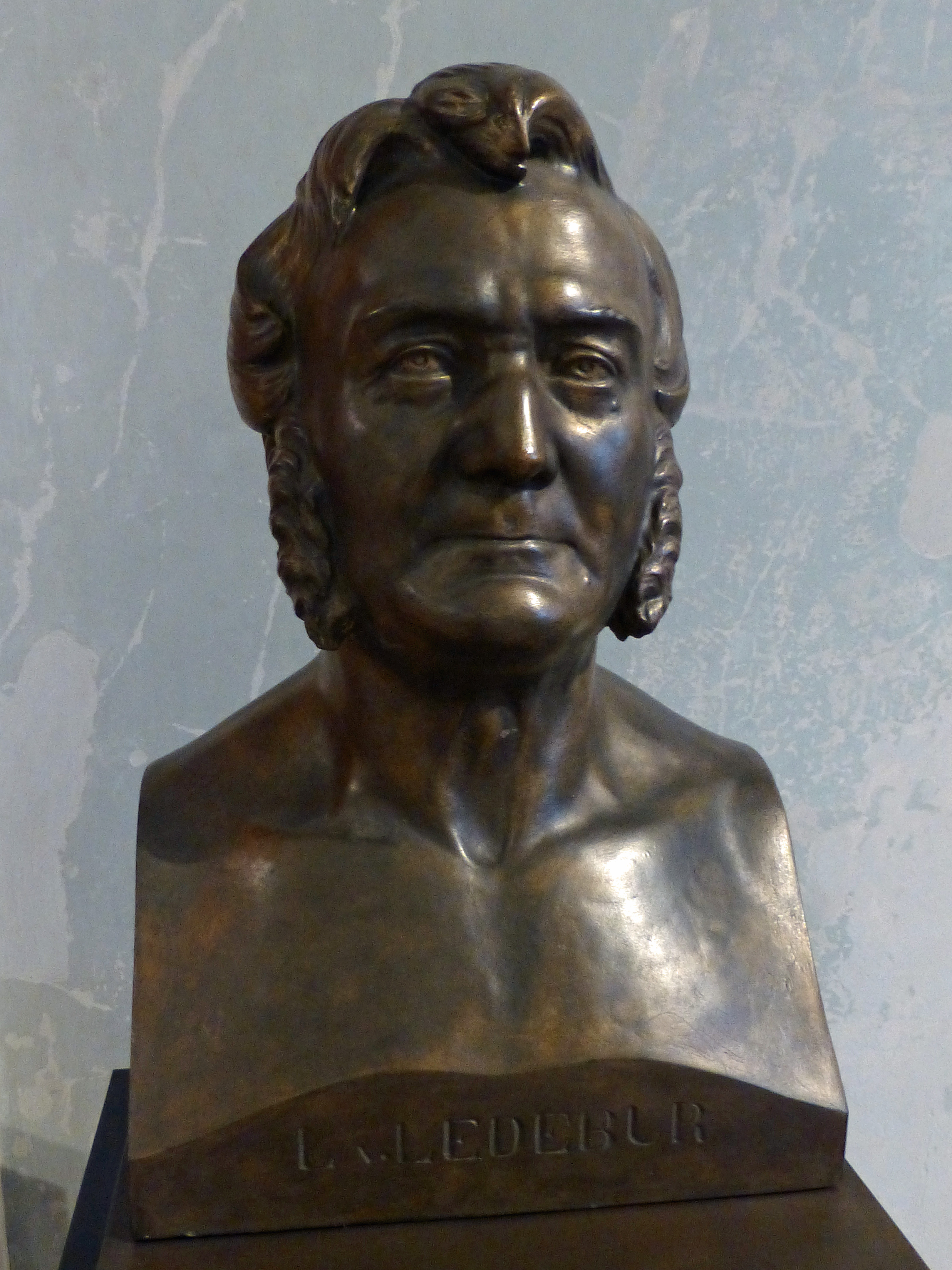
Leopold baron von Ledebur (Nouveau Musée)

Leopold Karl Wilhelm August baron von Ledebur (né le 2 juillet 1799 à Berlin et mort le 17 novembre 1877 à Potsdam) est un historien, chercheur sur la noblesse et héraldiste prussien.

## Origine
Il est le fils de l'administrateur d'arrondissement prussien Ernst von Ledebur (de) (1763-1833) et de sa femme Wilhelmine, née von Schladen (de) (1774-1856).

## Biographie
Ledebur s'engage le 1er mars 1816 dans le 2e régiment à pied de la Garde de l'armée prussienne à Berlin et démissionne de son poste de capitaine à la mi-décembre 1828 en raison de sa myopie. Lors de la création du Nouveau Musée de Berlin, il devient directeur de la Chambre royale d'art, du Musée de la préhistoire et de la protohistoire et des collections ethnographiques. En 1875, il prend sa retraite.
Ledebur est membre du conseil d'administration du Musée national germanique de Nuremberg, titulaire de l'ordre de l'Aigle rouge et chevalier de l'ordre de la Maison royale de Hohenzollern. Il est également membre du Bureau du héraut prussien et de la Société berlinoise d'anthropologie, d'ethnologie et de préhistoire. En 1863, il reçoit un doctorat honorifique de l'Université de Leipzig.
Il est enterré avec grand honneur dans le nouveau cimetière de Potsdam. Sa tombe est préservée.

## Famille
Ledebur se marie le 24 juillet 1829 au manoir d'Hohenberg, dans l'Altmark, Emilie von Pritzelwitz (de) (1806–1881) à Potsdam, fille du général de division Karl Ludwig von Pritzelwitz (de). Le couple a plusieurs enfants :
- Heinrich (de) (1832–1912), lieutenant général prussien marié en 1865 avec Frieda von Gersdorf (1838–1931)[1]
- Leopold Heinrich Wilhelm (1833-1858), sous-lieutenant au 2e régiment à pied de la Garde[2]
- Ernst Karl Eduard (né en 1835) marié en 1869 avec Anna Schmidt (morte en 1871)[1]

## Travaux
Leopold von Ledebur publie de nombreux écrits historiques. Parmi les plus importants figurent les volumes des Allgemeinen Archivs für die Geschichtskunde des preußischen Staates de 1830 à 1836.
- Das Fürstenthum Minden in Beziehung auf Denkmäler der Geschichte, der Kunst und des Alterthums / Die Grafschaft Ravensberg in Beziehung auf Denkmäler der Geschichte, der Kunst und des Alterthums. Manuskript, 1825
  - Druck als Leopold von Ledebur. Das Fürstentum Minden und die Grafschaft Ravensberg. Denkmäler der Geschichte, der Kunst und des Altertums. (1825), Hg. von Andreas Priever und Ulrich Henselmeyer, Bielefeld: Verlag für Regionalgeschichte 2009 (= Herforder Forschungen, Band 21),  (ISSN 1439-0698),  (ISBN 978-3-89534-661-3).
- Das Land und Volk der Bructerer, Berlin 1827 , Versuch einer vergleichenden Geographie der älteren (römischen) und mittleren Zeit, die  eine umfangreiche Literatur hervorrief, ergänzt durch Ledebur in Blicke auf die Litteratur des letzten Jahrzehnts , 1837
- Kritische Beleuchtung einiger Punkte in den Feldzügen Karls des Großen gegen die Sachsen und Slawen. Berlin 1829.
- Allgemeines Archiv für die Geschichtskunde des preußischen Staates, 18 Bände, Berlin 1830–1835  Digitalisate
- fortgesetzt als Neues allgemeines Archiv für die Geschichtskunde des preußischen Staates, Bände 19–21, Berlin 1836 Digitalisate
- Die fünf Münsterschen Gaue und die sieben Seelande Frieslands. 1836.
- Blicke auf die Litteratur des letzten Jahrzehnts zur Kenntnis Germaniens zwischen Rhein und Weser Berlin 1837
- Das Königliche Museum vaterländischer Alterthümer im Schloss Monbijou, 1838  Google
- Über die in den Baltischen Ländern in der Erde gefundenen Zeugnisse eines Handels-Verkehrs mit dem Orient zur Zeit der Arabischen Weltherrschaft. Berlin 1840 Volltext.
- Gerhard Johann von Ledebur: eine biographische Skizze. Digitalisat
- Der Maiengau oder das Mayenfeld. 1842.
- Streifzüge durch die Felder des königlich preußischen Wappens. 1842.
- Nordthüringen und die Hermunderer. 1842 und 1852.
- Die Grafen von Valkenstein am Harz. 1847.
- Die heidnischen Altertümer des Regierungsbezirks Potsdam. 1852. Digitalisat
- Dynastische Forschungen. 1853 und 1855, 2 Hefte
- Adelslexicon der Preußischen Monarchie. 1854–57, drei Bände
- als Herausgeber Archiv für deutsche Adelsgeschichte, Genealogie, Heraldik und Sphragistik, 2 Bände, 1863, 1865